# 운리초등학교
운리초등학교(雲裏初等學校)는 대한민국 광주광역시 서구 풍암동에 있는 공립 초등학교이다.

## 학교 연혁
- 2003.03.01 운리초등학교로 개교
- 2003.03.17 병설유치원 개원
- 2005.09.01 8학급으로 재편성(만호초등학교개교로 6학급 이전)
- 2013.03.01 27학급으로 편성(특수학급 1포함)
- 2012.03.01~2014.02.28 경제교육 연구학교 운영
- 2014.09.01 제5대 임행화 교장 부임
- 2015.02.12 운리초등학교 병설유치원 제12회 졸업식
- 2015.02.16 운리초등학교 제12회 졸업식 - 졸업생수 : 남 68명, 여 37명, 계 105명(총계 : 1,496명)

## 참고 자료
- 운리초등학교 - 한국교육학술정보원 학교알리미